# Berg-Scheintarantel
Die Berg- oder Schwarzbauch-Scheintarantel (Alopecosa inquilina), auch Zugewanderte Tarantel oder Berg-Pantherspinne genannt, ist eine Spinne aus der Familie der Wolfspinnen (Lycosidae). Die eurasische Art zählt zu den größten der Scheintaranteln (Alopecosa).

## Merkmale

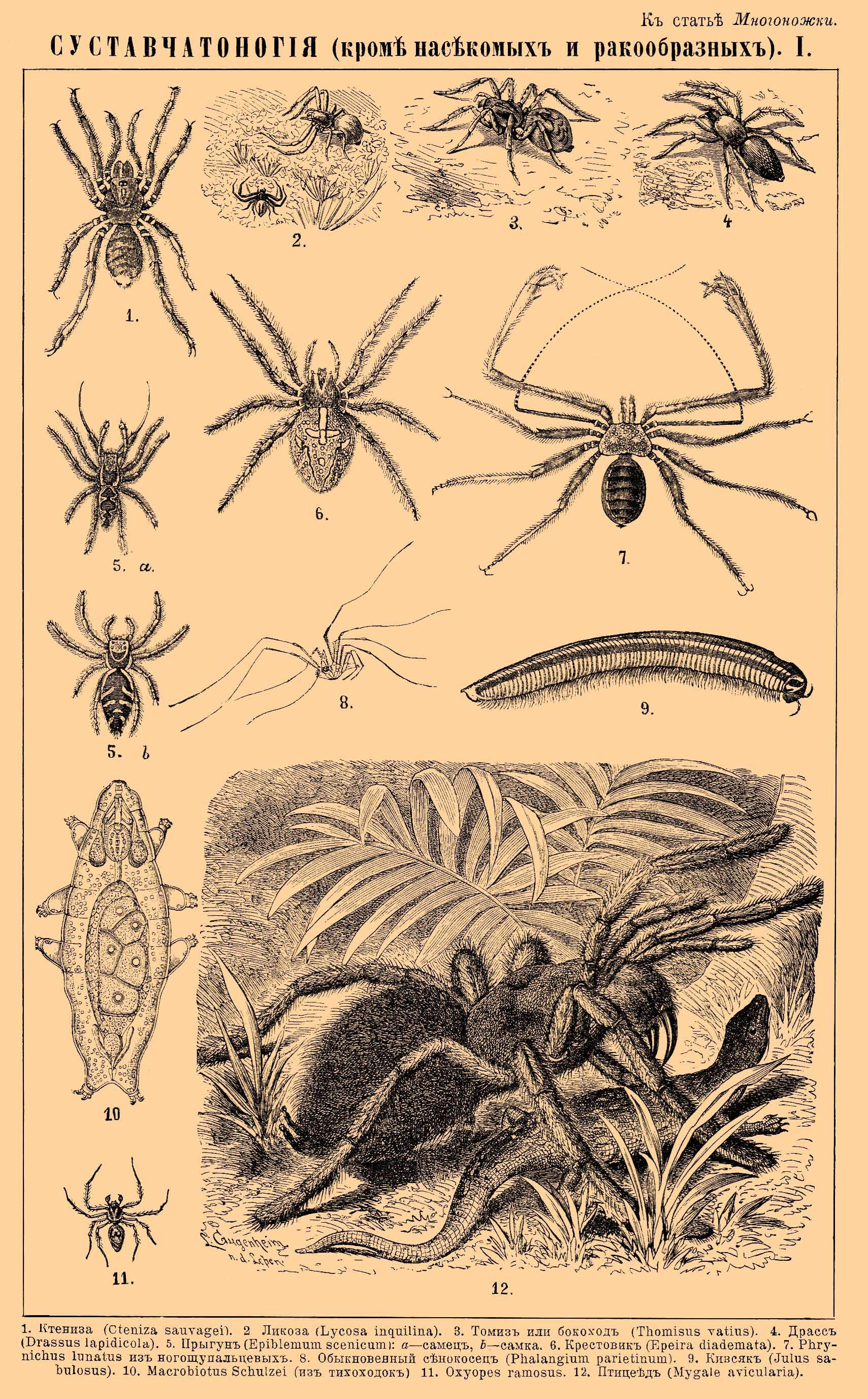
Ausschnitt aus der Brockhaus-Efron-Enzyklopädie

Das Weibchen der Berg-Scheintarantel weist eine Körperlänge von 17 bis 18 und das Männchen eine von 10 bis 12 Millimetern auf. Damit reicht die Größe an die der Steppen-Scheintarantel (Alopecosa schmidti) ran, womit beide Arten die größten Scheintaranteln (Alopecosa) Deutschlands sind. Verglichen mit dieser und der ähnlich großen Dünen-Scheintarantel (Alopecosa fabrilis) ist die Berg-Scheintarantel jedoch weniger kontrastreich gefärbt.
Das Prosoma (Vorderkörper) besitzt eine rotbraune Grundfärbung. Es verfügt beim Weibchen über eine Länge von 5,7 bis 7 Millimetern und beim Männchen eine von 4,9 bis 5,9 Millimetern. Der Carapax (Rückenschild des Prosomas) ist mit schwarzen Radiärstreifen und schmalen, durchgehenden lateralen Längsbändern versehen. Das Sternum (Brustschild des Prosomas) ist schwarz gefärbt. Die Beine sind bei den ausgewachsenen Spinnen überwiegend einheitlich graugelb behaart. Die Ventralseiten der Beine weisen zusätzlich eine dunkle Fleckung auf. Anders als bei den Männchen anderer Scheintaranteln sind die Tibien (Beinschienen) des ersten Beinpaares des Männchens der Berg-Scheintarantel nicht verdickt oder mit einer langen und dunklen Behaarung versehen.
Das Opisthosoma (Hinterleib) verfügt wie das Prosoma über eine rotbraune Grundfärbung. Im vorderen Bereich der Dorsalseite des Opisthosomas befinden sich zwei nierenartige, schwarze Flecken und zwei weitere und kleine, schwarze Flecken in der Mitte. Wie die anderen Scheintaranteln weist auch die Berg-Scheintarantel in dieser Körperregion ein Herzmal auf, das bei dieser Art undeutlich erscheint. Es dockt an die beiden Fleckenpaare an. Beim Männchen ist das Herzmal hellgrau gefärbt und etwas deutlicher. Überdies ist hier, anders als beim Weibchen, ein weiteres punktförmiges Fleckenpaar zu finden. Die Ventralseite des Opisthosomas ist schwärzlich gefärbt.

### Aufbau der Geschlechtsorgane
Die Bulbi (männlichen Geschlechtsorgane) verfügen auf der Distalseite über eine spitz ausgezogene Apophyse (chitinisierter Fortsatz).
Die Epigyne (weibliches Geschlechtsorgan) verfügt vorne über eine schmale Spermathek (Samentasche). Das Zentrum der Epigyne weist eine tiefe Längsgrube auf.

### Ähnliche Arten

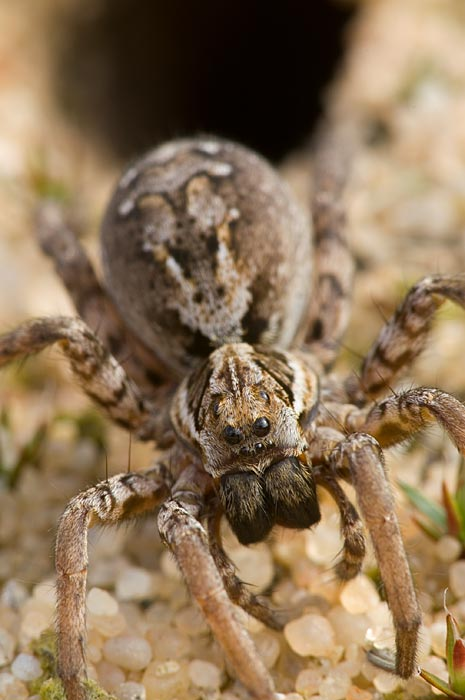
Weibchen der Dünen-Scheintarantel (Alopecosa fabrilis)

Die Berg-Scheintarantel sticht innerhalb der Gattung der Scheintaranteln (Alopecosa) besonders durch ihre Größe hervor. In Deutschland erlangen lediglich die Dünen- (Alopecosa fabrilis) und die Steppen-Scheintarantel (Alopecosa schmidti) ähnliche Ausmaße, lassen sich von der Berg-Scheintarantel jedoch durch ihre kontrastreichere Farbgebung unterscheiden.

## Vorkommen
Das Verbreitungsgebiet der Berg-Scheintarantel umfasst Europa, Russland (europäischer bis fernöstlicher Teil) und Kasachstan. In Europa wurde die Art großflächig nachgewiesen. Allerdings sind bislang keine Funde auf der Iberischen Halbinsel, den Britischen Inseln und Island erfolgt. Gleiches gilt für die Niederlande, die Republik Moldau, Kosovo, Albanien, die Türkei und die Inseln des Mittelmeers. In Deutschland ist die Art bevorzugt in den Alpen und anderen Gebirgen Süddeutschlands zu finden. In Österreich ist sie aus allen Bundesländern mit Ausnahme von Vorarlberg nachgewiesen. Sie kommt auch in Südtirol, Nordostitalien und in anderen Gebirgen der Apenninnenhalbinsel vor.
In den westlichen Regionen Europas ist die Berg-Scheintarantel die größte Art ihrer Gattung. Die überwiegend in Osteuropa verbreitete Steppen-Scheintarantel ist zwar von ähnlicher Größe, ihr Vorkommen reicht jedoch westlich nur bis nach Thüringen und nördlich bis in das Nördliche Harzvorland.

### Lebensräume

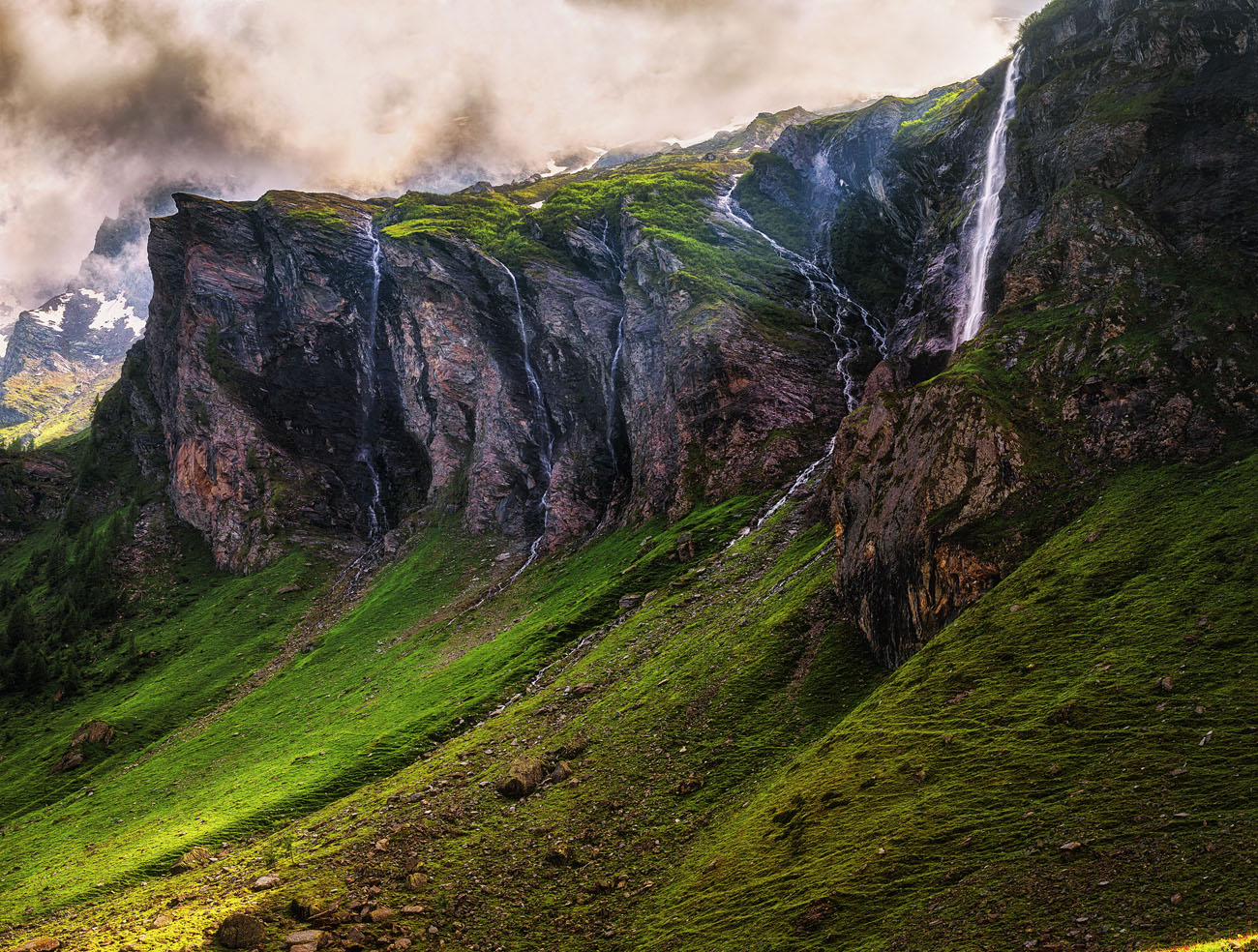
Grasflächen in Gebirgen wie den Alpen (hier in Italien) zählen zu den bevorzugten Habitaten der Berg-Scheintarantel

Die Berg-Scheintarantel bevorzugt entsprechend ihrem Trivialnamen gebirgige Regionen und bewohnt offene und sonnige Gebirgswälder, wo sie bis zu einer Höhe von etwa 1500 Metern über dem Meeresspiegel gefunden werden kann. Innerhalb solcher Gebiete ist die Art besonders auf steinigem Trockenrasen und Schotterflächen auffindbar, in den Alpen besonders an solchen in der Nähe von Flüssen.

### Bedrohung und Schutz
Die Berg-Scheintarantel ist in Deutschland in geeigneten Lebensräumen mäßig häufig anzutreffen. In ihrem gesamten Verbreitungsgebiet ist ein Rückgang zu verzeichnen. In der Roten Liste gefährdeter Arten Tiere, Pflanzen und Pilze Deutschlands wird die Art in der Vorwarnliste („V“) aufgeführt, womit allerdings im Vergleich zur Roten Liste 2016, in der die Art noch in der Kategorie 3 („gefährdet“) gelistet wurde, eine allgemein weniger dramatische Bestandssituation festgestellt wurde. Dies lässt sich mit zusätzlich gewonnenen Kenntnissen über die Bestände der Berg-Scheintarantel begründen.
Der globale Bestand der Berg-Scheintarantel wird von der IUCN nicht gewertet.

## Lebensweise
Die Berg-Scheintarantel zählt wie alle Scheintaranteln (Aloepcosa) zu den mehrheitlich überwiegenden nachtaktiven Wolfspinnen und gräbt sich Wohnröhren, die als Aufenthaltsort der Spinne dienen. Während die ausgewachsenen Individuen ihre Wohnröhre am Tag lediglich zum Sonnen und bei Dämmerung verlassen, sind jüngere Exemplare auch gelegentlich am Tag anzutreffen.

### Jagdverhalten und Beutefang
Die Berg-Scheintarantel lebt wie nahezu alle Spinnen als Räuber. Sie jagt wie die Mehrheit der Arten innerhalb der Familie der Wolfspinnen ohne Fangnetz, sondern erlegt Beutetiere freilaufend. Diese werden wie bei allen ohne Spinnennetz jagende Wolfspinnen optisch geortet und, sobald sie in Reichweite gelangen, im Überraschungssprung ergriffen. Ein Giftbiss setzt das Beutetier außer Gefecht.

### Lebenszyklus
Der Lebenszyklus der Berg-Scheintarantel gliedert sich in mehrere Stadien und ist außerdem von den Jahreszeiten abhängig.

#### Aktivitätszeit
Die Aktivitätszeit ausgewachsener Exemplare der Berg-Scheintarantel beläuft sich bei beiden Geschlechtern auf den Zeitraum zwischen den Monaten September und Juni.

#### Fortpflanzung
Die Paarungszeit findet bei der Berg Scheintarantel zwischen April und Juni statt. Die Fortpflanzung der Art weicht nicht nennenswert von dem anderer Wolfspinnen ab. Ein geschlechtsreifes Männchen sucht die Wohnröhre eines Weibchens auf und nähert sich diesem mit einem Balztanz.
Einige Zeit nach der Paarung fertigt das Weibchen einen Eikokon an, den es wie für Wolfspinnen üblich an den Spinnwarzen angeheftet mit sich herumträgt. Die frisch geschlüpften Jungtiere klettern zuerst auf das Opisthosoma ihrer Mutter und lassen sich von dieser einige Zeit tragen, ehe sie sich verselbstständigen. Die Jungtiere wachsen anschließend frühestens bis September heran. Die Spinnen überwintern in ihren Wohnröhren.

## Systematik
Die Berg-Scheintarantel wurde während ihrer Erstbeschreibung 1757 von ihrem Erstbeschreiber Carl Alexander Clerck in die Gattung Araneus (heute die Gattung der Kreuzspinnen) eingeordnet und erhielt die Bezeichnung Araneus inquilinus. Unter Carl Friedrich Roewer wurde die Art in die Gattung der Scheintaranteln (Alopecosa) eingeordnet und die Berg-Scheintarantel besitzt von nun an die wissenschaftliche Bezeichnung Alopecosa inquilina. Von verschiedenen Autoren wurde die Art unter weiteren Bezeichnungen geführt.
Der wissenschaftliche Artname inquilina ist vom lateinischen Wort inquilina abgeleitet, was so viel wie „Mitbewohnerin“ oder „eingewanderte Bürgerin“ bedeutet.